# Aviè
|  | Per a altres significats, vegeu «Aviè (desambiguació)». |

Postumi Rufi Fest Aviè (llatí: Postumius Rufius Festus Avienus), més conegut simplement com a Aviè, va ser un poeta, astrònom i geògraf romà de la segona meitat del segle iv.
Va néixer a Volsinii, fill de Musoni (identificat com a descendent de Gai Musoni Rufus, un filòsof estoic del segle i), i fou procònsol dues vegades (potser d'Àfrica el 366 i 367). Es va casar amb una dama anomenada Plàcida i va tenir diversos fills, un dels quals es deia Plàcid. Hom li ha volgut atribuir la paternitat de l'historiador Fest, però és discutit.
La suposició que era originari d'Hispània (per l'acurada descripció de la costa que fa en la seva Ora maritima) no està basada en arguments prou sòlids. Tampoc és probable que fos cristià, puix que parla amb molt de respecte del culte als déus pagans.
Hom li atribueix els poemes següents: 
- Descriptio Orbis Terrae, en 1.394 hexàmetres, amb un resum del més rellevant de la geografia física i política del món conegut, traducció en vers de la Periegesis de Dionisi.
- Ora maritima, un fragment amb 703 trímetres iàmbics que descriu les costes mediterrànies, del pont Euxí i la llacuna Meòtida, i un tros de l'Atlàntic. Ha estat editada i traduïda a la Fundació Bernat Metge per Pere Villalba.[4]
- Aratea Phaenomena i Aratea Prognostica, traducció en versos hexàmetres distribuïts en 1.325 i 552 línies, que és la mateixa relació dels treballs d'Arat de Solos (igual que Descriptio Orbis Terrae), amb descripcions, llegendes, supersticions i fets.
- Tres peces curtes adreçades a un amic anomenat Flavià Mirmeci (Flavianus Myrmecius).